# Aleplasinin
Aleplasinin ist ein experimenteller Arzneistoff aus der Gruppe der Plasminogen-Aktivator-Inhibitoren (PAI-1-Inhibitoren). Es wird von dem US-amerikanischen Pharmaunternehmen Wyeth entwickelt und soll als Arzneimittel gegen die Alzheimer-Krankheit eingesetzt werden.

## Wirkmechanismus
Bei der Alzheimer-Krankheit lagern sich senile Plaques, aus fehlerhaft gefalteten Beta-Amyloid-Peptiden, zusammen mit Neurofibrillen in Neuronen an. Dies führt zu einer Nekrose der Nervenzellen.
Das Beta-Amyloid-Peptid aktiviert den gewebespezifischen Plasminogenaktivator tPA (tissue plasminogen activator), dieser wiederum aktiviert Plasminogen, welches die Plasmin-Synthese induziert. Plasmin stimuliert den Abbau von Beta-Amyloid.
tPA wiederum wird durch den Plasminogen-Aktivator-Inhibitor PAI-1 inhibiert. Bei der Alzheimer-Krankheit ist diese Inhibierung um ein Vielfaches verstärkt. Aleplasinin inhibiert selektiv PAI-1 und verhindert somit eine Hemmung des tPA. Dadurch wird das Beta-Amyloid-Peptid vermehrt abgebaut und kann sich nicht mehr mit den Neurofibrillen in den Nervenzellen zusammenlagern. So wird eine Nekrose verhindert.